# Celtic Football Club 2025-2026
Questa voce raccoglie le informazioni riguardanti il Celtic Football Club nelle competizioni ufficiali della stagione 2025-2026.

## Maglie e sponsor
Lo sponsor tecnico per la stagione 2025-2026 è Adidas, con la quale il Celtic ha concluso un nuovo accordo di partnership tecnica. Il main sponsor sulla maglia è Dafabet.
La divisa per le gare casalinghe presenta le tradizionali strisce orizzontali verdi e bianche con due fasce di colore verde scuro laterali in senso verticale. La divisa è completata da pantaloncini bianchi e calzettoni bianchi.
La divisa per le gare in trasferta consiste di una maglia nera con una striscia di color verde neon e strisce orizzontali verdi. La maglia è accompagnata da pantaloncini e calzettoni di colore nero.
La terza divisa presenta una maglia color bianco sporco con finiture arancioni, strisce orizzontali verde pallido e un quadrifoglio ricamato. La maglia è abbinata a pantaloncini verde pallido e calzettoni di uguale colore.
| Casa |  | Trasferta | Terza divisa |

## Rosa
Dati aggiornati al 7 agosto 2025.
| N. |                          | Ruolo | Calciatore             |
| -- | ------------------------ | ----- | ---------------------- |
| 1  | Danimarca (bandiera)     | P     | Kasper Schmeichel      |
| 2  | Canada (bandiera)        | D     | Alistair Johnston      |
| 4  | Inghilterra (bandiera)   | D     | Jahmai Simpson-Pusey   |
| 5  | Irlanda (bandiera)       | D     | Liam Scales            |
| 6  | Stati Uniti (bandiera)   | D     | Auston Trusty          |
| 7  | Portogallo (bandiera)    | A     | Jota                   |
| 9  | Irlanda (bandiera)       | A     | Adam Idah              |
| 10 | Svezia (bandiera)        | A     | Benjamin Nygren        |
| 12 | Finlandia (bandiera)     | P     | Viljami Sinisalo       |
| 13 | Corea del Sud (bandiera) | A     | Yang Hyun-jun          |
| 14 | Scozia (bandiera)        | C     | Luke McCowan           |
| 18 | Giappone (bandiera)      | A     | Shin Yamada            |
| 19 | Galles (bandiera)        | C     | Callum Osmand          |
| 20 | Stati Uniti (bandiera)   | D     | Cameron Carter-Vickers |
| 23 | Australia (bandiera)     | A     | Marco Tilio            |

| N. |                       | Ruolo | Calciatore         |
| -- | --------------------- | ----- | ------------------ |
| 24 | Irlanda (bandiera)    | D     | Johnny Kenny       |
| 25 | Giappone (bandiera)   | D     | Hayato Inamura     |
| 27 | Belgio (bandiera)     | C     | Arne Engels        |
| 28 | Portogallo (bandiera) | C     | Paulo Bernardo     |
| 31 | Scozia (bandiera)     | C     | Ross Doohan        |
| 32 | Scozia (bandiera)     | P     | Josh Clarke        |
| 37 | Scozia (bandiera)     | D     | Adam Montgomery    |
| 38 | Giappone (bandiera)   | A     | Daizen Maeda       |
| 41 | Giappone (bandiera)   | C     | Reo Hatate         |
| 42 | Scozia (bandiera)     | C     | Callum McGregor () |
| 47 | Scozia (bandiera)     | D     | Dane Murray        |
| 49 | Scozia (bandiera)     | C     | James Forrest      |
| 56 | Scozia (bandiera)     | D     | Anthony Ralston    |
| 57 | Scozia (bandiera)     | D     | Stephen Welsh      |
| 63 | Scozia (bandiera)     | D     | Kieran Tierney     |

## Trasferimenti
Dati aggiornati al 20 luglio 2025.

### Sessione estiva
| Acquisti         | Acquisti             | Acquisti          | Acquisti                   |
| R.               | Nome                 | da                | Modalità                   |
| ---------------- | -------------------- | ----------------- | -------------------------- |
| A                | Shin Yamada          | Kawasaki Frontale | definitivo (1.5 milioni £) |
| A                | Benjamin Nygren      | Nordsjælland      | definitivo (1.7 milioni £) |
| D                | Hayato Inamura       | Albirex Niigata   | definitivo (300 mila €)    |
| D                | Kieran Tierney       |                   | definitivo (svincolato)    |
| P                | Ross Doohan          |                   | definitivo (svincolato)    |
| A                | Callum Osmand        |                   | definitivo (svincolato)    |
| D                | Jahmai Simpson-Pusey | Manchester City   | prestito                   |
| A                | Luis Palma           | Olympiacos        | rientro prestito           |
| D                | Gustaf Lagerbielke   | Twente            | rientro prestito           |
| A                | Marco Tilio          | Melbourne City    | rientro prestito           |
| Altre operazioni |                      |                   |                            |
| R.               | Nome                 | da                | Modalità                   |
| D                | Adam Montgomery      | Queen's Park      | fine prestito              |
| P                | Josh Clarke          | Partick Thistle   | fine prestito              |

| Cessioni         | Cessioni           | Cessioni        | Cessioni                         |
| R.               | Nome               | a               | Modalità                         |
| ---------------- | ------------------ | --------------- | -------------------------------- |
| A                | Nicolas Kühn       | Como            | definitiva (19 milioni €)        |
| D                | Gustaf Lagerbielke | Braga           | definitiva (2.57 milioni €)      |
| C                | Kwon Hyeok-kyu     | Nantes          | definitiva (250 mila €)          |
| D                | Greg Taylor        |                 | definitiva (svincolato)          |
| P                | Scott Bain         |                 | definitiva (svincolato)          |
| A                | Luis Palma         | Lech Poznań     | prestito con diritto di riscatto |
| D                | Maik Nawrocki      | Hannover 96     | prestito                         |
| C                | Jeffrey Schlupp    | Crystal Palace  | fine prestito                    |
| A                | Daniel Cummings    |                 | riaggregato alle giovanili       |
| A                | Jude Bonnar        |                 | riaggregato alle giovanili       |
| C                | Sean McArdle       |                 | riaggregato alle giovanili       |
| C                | Francis Turley     |                 | riaggregato alle giovanili       |
| Altre operazioni |                    |                 |                                  |
| R.               | Nome               | a               | Modalità                         |
| D                | Adam Montgomery    | Livingston      | prestito                         |
| P                | Josh Clarke        | Partick Thistle | prestito                         |
| D                | Ben McPherson      | Partick Thistle | prestito                         |

## Risultati
Dati aggiornati al 15 agosto 2025.

### Scottish Premiership
Il calendario della Premiership è stato reso noto il 20 giugno 2025, con il Celtic che ha cominciato la difesa del titolo vinto nella stagione precedente contro il St. Mirren.

#### Regular season
| Arbitro: | Don Robertson |

|                |           |  |
| L. McCowan 87’ | Marcatori |  |

| Arbitro: | John Beaton |

|  |           |                             |
|  | Marcatori | 27’ B. Nygren 66’ R. Hatate |

| Glasgow 23 agosto 2025, ore 15:00 WEST 3ª giornata | Celtic | – | Livingston | Celtic Park |

| Glasgow 31 agosto 2025, ore 12:00 WEST 4ª giornata (Old Firm) | Rangers | – | Celtic | Ibrox Stadium |

| Kilmarnock 13 settembre 2025, ore 15:00 WEST 5ª giornata | Kilmarnock | – | Celtic | The BBSP Stadium Rugby Park |

| Glasgow 27 settembre 2025, ore 15:00 WEST 6ª giornata | Celtic | – | Hibernian | Celtic Park |

| Glasgow 4 ottobre 2025, ore 15:00 WEST 7ª giornata | Celtic | – | Motherwell | Celtic Park |

| Dundee 18 ottobre 2025, ore 15:00 WEST 8ª giornata | Dundee | – | Celtic | Dens Park |

| Edimburgo 25 ottobre 2025, ore 15:00 WEST 9ª giornata | Hearts | – | Celtic | Tynecastle Park |

| Glasgow 29 ottobre 2025, ore 19:45 WET 10ª giornata | Celtic | – | Falkirk | Celtic Park |

| Dundee 1° novembre 2025, ore 15:00 WET 11ª giornata | Dundee Utd | – | Celtic | CalForth Construction Arena at Tannadice Park |

| Glasgow 8 novembre 2025, ore 15:00 WET 12ª giornata | Celtic | – | Kilmarnock | Celtic Park |

| Dundee 22 novembre 2025, ore 15:00 WET 13ª giornata | St. Mirren | – | Celtic | The SMISA Stadium |

| Edimburgo 29 novembre 2025, ore 15:00 WET 14ª giornata | Hibernian | – | Celtic | Easter Road |

| Glasgow 3 dicembre 2025, ore 15:00 WET 15ª giornata | Celtic | – | Dundee | Celtic Park |

| Glasgow 6 dicembre 2025, ore 15:00 WET 16ª giornata | Celtic | – | Hearts | Celtic Park |

| Falkirk 13 dicembre 2025, ore 15:00 WET 17ª giornata | Falkirk | – | Celtic | Falkirk Stadium |

| Glasgow 20 dicembre 2025, ore 15:00 WET 18ª giornata | Celtic | – | Aberdeen | Celtic Park |

| Livingston 27 dicembre 2025, ore 15:00 WET 19ª giornata | Livingston | – | Celtic | Home of the Set Fare Arena |

| Motherwell 30 dicembre 2025, ore 19:45 WET 20ª giornata | Motherwell | – | Celtic | Fir Park |

| Glasgow 3 gennaio 2026, ore 12:30 WET 21ª giornata (Old Firm) | Celtic | – | Rangers | Celtic Park |

| Glasgow 10 gennaio 2026, ore 15:00 WET 22ª giornata | Celtic | – | Dundee Utd | Celtic Park |

| Edimburgo 24 gennaio 2026, ore 12:30 WET 23ª giornata | Hearts | – | Celtic | Tynecastle Park |

| Glasgow 31 gennaio 2026, ore 15:00 WET 24ª giornata | Celtic | – | Falkirk | Celtic Park |

| Aberdeen 4 febbraio 2026, ore 19:45 WET 25ª giornata | Aberdeen | – | Celtic | Pittodrie Stadium |

| Glasgow 11 febbraio 2026, ore 19:45 WET 26ª giornata | Celtic | – | Livingston | Celtic Park |

| Kilmarnock 14 febbraio 2026, ore 15:00 WET 27ª giornata | Kilmarnock | – | Celtic | The BBSP Stadium Rugby Park |

| Glasgow 21 febbraio 2026, ore 15:00 WET 28ª giornata | Celtic | – | Hibernian | Celtic Park |

| Glasgow 28 febbraio 2026, ore 12:00 WET 29ª giornata (Old Firm) | Rangers | – | Celtic | Ibrox Stadium |

| Glasgow 14 marzo 2026, ore 15:00 WET 30ª giornata | Celtic | – | Motherwell | Celtic Park |

| Dundee 21 marzo 2026, ore 15:00 WET 31ª giornata | Dundee Utd | – | Celtic | CalForth Construction Arena at Tannadice Park |

| Dundee 4 aprile 2026, ore 15:00 WEST 32ª giornata | Dundee | – | Celtic | Dens Park |

| Dundee 11 aprile 2026, ore 15:00 WEST 33ª giornata | St. Mirren | – | Celtic | The SMISA Stadium |

### Scottish Cup
Il Celtic comincerà la sua partecipazione alla Scottish Cup a partire dal quarto turno.

### Scottish League Cup
Data la sua partecipazione in Champions League, il Celtic ha cominciato la sua partecipazione alla Scottish League Cup 2025-26 a partire dal secondo turno.

#### Secondo turno
Dal sorteggio del secondo turno, tenutosi a Paisley (Scozia) il 27 luglio 2025, il Celtic è stato accoppiato al Falkirk (qualificatosi al secondo turno avendo ottenuto il 1° posto nella classifica del Gruppo A della fase a gironi).

##### Risultati
| Arbitro: | Lloyd Wilson |

|                                                                    |           |              |
| D. Maeda 26’ A. Johnston 54’ D. Murray 61’ L. Henderson 64’ (aut.) | Marcatori | 67’ K. Adams |

Con il risultato di 4–1 in suo favore, il Celtic ha eliminato il Falkirk qualificandosi ai quarti di finale di Scottish League Cup.

#### Quarti di finale
Il sorteggio dei quarti di finale si terrà il 16 agosto 2025.

### UEFA Champions League
Nonostante il Celtic abbia vinto la precedente edizione del campionato scozzese, la squadra di Glasgow non accederà direttamente alla fase campionato, bensì sarà costretta a partecipare agli spareggi data la posizione nel ranking UEFA della federazione calcistica scozzese.

#### Spareggi
Dal sorteggio degli spareggi, tenutosi il 4 agosto 2025 presso la sede della UEFA di Nyon (Svizzera), il Celtic è stato accoppiato al Qairat (Kazakistan).

##### Risultati
| Glasgow 20 agosto 2025, ore 21:00 WEST Spareggi (andata) | Celtic      | 0 – 0 referto | Qairat | Celtic Park (56 182 spett.)\| Arbitro: \| Espen Eskås \| |
| Arbitro:                                                 | Espen Eskås |               |        |                                                          |

| Almaty 26 agosto 2025, ore 18:45 CEST Spareggi (ritorno) | Qairat | – (tot.: 0–0) referto | Celtic | Ortalyq Stadion |

## Statistiche
Dati aggiornati al 15 agosto 2025.

### Statistiche di squadra
| Competizione         | Punti | In casa | In casa | In casa | In casa | In casa | In casa | In trasferta | In trasferta | In trasferta | In trasferta | In trasferta | In trasferta | Totale | Totale | Totale | Totale | Totale | Totale | DR |
| Competizione         | Punti | G       | V       | N       | P       | Gf      | Gs      | G            | V            | N            | P            | Gf           | Gs           | G      | V      | N      | P      | Gf     | Gs     | DR |
| -------------------- | ----- | ------- | ------- | ------- | ------- | ------- | ------- | ------------ | ------------ | ------------ | ------------ | ------------ | ------------ | ------ | ------ | ------ | ------ | ------ | ------ | -- |
| Scottish Premiership | 6     | 1       | 1       | 0       | 0       | 1       | 0       | 1            | 1            | 0            | 0            | 2            | 0            | 2      | 2      | 0      | 0      | 3      | 0      | +3 |
| Scottish Cup         | -     | 0       | 0       | 0       | 0       | 0       | 0       | 0            | 0            | 0            | 0            | 0            | 0            | 0      | 0      | 0      | 0      | 0      | 0      | 0  |
| Scottish League Cup  | -     | 1       | 1       | 0       | 0       | 4       | 1       | 0            | 0            | 0            | 0            | 0            | 0            | 1      | 1      | 0      | 0      | 4      | 1      | +3 |
| Champions League     | -     | 1       | 0       | 1       | 0       | 0       | 0       | 0            | 0            | 0            | 0            | 0            | 0            | 1      | 0      | 1      | 0      | 0      | 0      | 0  |
| Totale               | -     | 3       | 2       | 1       | 0       | 5       | 1       | 1            | 1            | 0            | 0            | 2            | 0            | 4      | 3      | 1      | 0      | 7      | 1      | +6 |

### Andamento in campionato

#### Regular season
| Giornata  | 1 | 2 | 3 | 4 | 5 | 6 | 7 | 8 | 9 | 10 | 11 | 12 | 13 | 14 | 15 | 16 | 17 | 18 | 19 | 20 | 21 | 22 | 23 | 24 | 25 | 26 | 27 | 28 | 29 | 30 | 31 | 32 | 33 |
| --------- | - | - | - | - | - | - | - | - | - | -- | -- | -- | -- | -- | -- | -- | -- | -- | -- | -- | -- | -- | -- | -- | -- | -- | -- | -- | -- | -- | -- | -- | -- |
| Luogo     | C | T |   |   |   |   |   |   |   |    |    |    |    |    |    |    |    |    |    |    |    |    |    |    |    |    |    |    |    |    |    |    |    |
| Risultato | V | V |   |   |   |   |   |   |   |    |    |    |    |    |    |    |    |    |    |    |    |    |    |    |    |    |    |    |    |    |    |    |    |
| Posizione | 2 | 2 |   |   |   |   |   |   |   |    |    |    |    |    |    |    |    |    |    |    |    |    |    |    |    |    |    |    |    |    |    |    |    |

Legenda:

Luogo: C = Casa; T = Trasferta. Risultato: R = Rinviata; V = Vittoria; N = Pareggio; P = Sconfitta.

### Statistiche dei giocatori
| Giocatore         | Scottish Premiership | Scottish Premiership | Scottish Premiership | Scottish Premiership | Scottish Cup | Scottish Cup | Scottish Cup | Scottish Cup | Scottish League Cup | Scottish League Cup | Scottish League Cup | Scottish League Cup | Champions League | Champions League | Champions League | Champions League | Totale   | Totale | Totale      | Totale     |
| Giocatore         | Presenze             | Reti                 | Ammonizioni          | Espulsioni           | Presenze     | Reti         | Ammonizioni  | Espulsioni   | Presenze            | Reti                | Ammonizioni         | Espulsioni          | Presenze         | Reti             | Ammonizioni      | Espulsioni       | Presenze | Reti   | Ammonizioni | Espulsioni |
| ----------------- | -------------------- | -------------------- | -------------------- | -------------------- | ------------ | ------------ | ------------ | ------------ | ------------------- | ------------------- | ------------------- | ------------------- | ---------------- | ---------------- | ---------------- | ---------------- | -------- | ------ | ----------- | ---------- |
| P. Bernardo       | -                    | -                    | -                    | -                    | -            | -            | -            | -            | 1                   | 0                   | 0                   | 0                   | -                | -                | -                | -                | 1        | 0      | 0           | 0          |
| C. Carter-Vickers | 2                    | 0                    | 0                    | 0                    | -            | -            | -            | -            | -                   | -                   | -                   | -                   | 1                | 0                | 0                | 0                | 3        | 0      | 0           | 0          |
| A. Engels         | 2                    | 0                    | 1                    | 0                    | -            | -            | -            | -            | 1                   | 0                   | 0                   | 0                   | 1                | 0                | 0                | 0                | 4        | 0      | 1           | 0          |
| J. Forrest        | 2                    | 0                    | 0                    | 0                    | -            | -            | -            | -            | 1                   | 0                   | 0                   | 0                   | 1                | 0                | 0                | 0                | 4        | 0      | 0           | 0          |
| R. Hatate         | 2                    | 1                    | 1                    | 0                    | -            | -            | -            | -            | -                   | -                   | -                   | -                   | 1                | 0                | 0                | 0                | 3        | 1      | 1           | 0          |
| A. Idah           | 2                    | 0                    | 1                    | 0                    | -            | -            | -            | -            | -                   | -                   | -                   | -                   | 1                | 0                | 0                | 0                | 3        | 0      | 1           | 0          |
| A. Johnston       | 2                    | 0                    | 0                    | 0                    | -            | -            | -            | -            | 1                   | 1                   | 0                   | 0                   | 1                | 0                | 0                | 0                | 4        | 1      | 0           | 0          |
| J. Kenny          | 1                    | 0                    | 0                    | 0                    | -            | -            | -            | -            | 1                   | 0                   | 0                   | 0                   | -                | -                | -                | -                | 2        | 0      | 0           | 0          |
| D. Maeda          | 2                    | 0                    | 0                    | 0                    | -            | -            | -            | -            | 1                   | 1                   | 0                   | 0                   | 1                | 0                | 0                | 0                | 4        | 1      | 0           | 0          |
| L. McCowan        | 2                    | 1                    | 0                    | 0                    | -            | -            | -            | -            | 1                   | 0                   | 0                   | 0                   | -                | -                | -                | -                | 3        | 1      | 0           | 0          |
| C. McGregor       | 2                    | 0                    | 1                    | 0                    | -            | -            | -            | -            | 1                   | 0                   | 0                   | 0                   | 1                | 0                | 1                | 0                | 4        | 0      | 2           | 0          |
| D. Murray         | -                    | -                    | -                    | -                    | -            | -            | -            | -            | 1                   | 1                   | 0                   | 0                   | -                | -                | -                | -                | 1        | 1      | 0           | 0          |
| B. Nygren         | 2                    | 1                    | 0                    | 0                    | -            | -            | -            | -            | 1                   | 0                   | 0                   | 0                   | 1                | 0                | 0                | 0                | 4        | 1      | 0           | 0          |
| A. Ralston        | 1                    | 0                    | 0                    | 0                    | -            | -            | -            | -            | -                   | -                   | -                   | -                   | 1                | 0                | 0                | 0                | 2        | 0      | 0           | 0          |
| L. Scales         | 2                    | 0                    | 1                    | 0                    | -            | -            | -            | -            | 1                   | 0                   | 0                   | 0                   | 1                | 0                | 0                | 0                | 4        | 0      | 1           | 0          |
| K. Schmeichel     | 2                    | 0                    | 0                    | 0                    | -            | -            | -            | -            | -                   | -                   | -                   | -                   | 1                | 0                | 0                | 0                | 3        | 0      | 0           | 0          |
| V. Sinisalo       | -                    | -                    | -                    | -                    | -            | -            | -            | -            | 1                   | -1                  | 0                   | 0                   | -                | -                | -                | -                | 1        | -1     | 0           | 0          |
| K. Tierney        | 2                    | 0                    | 0                    | 0                    | -            | -            | -            | -            | 1                   | 0                   | 0                   | 0                   | 1                | 0                | 1                | 0                | 4        | 0      | 1           | 0          |
| A. Trusty         | 2                    | 0                    | 0                    | 0                    | -            | -            | -            | -            | 1                   | 0                   | 0                   | 0                   | 1                | 0                | 0                | 0                | 4        | 0      | 0           | 0          |
| S. Yamada         | 1                    | 0                    | 0                    | 0                    | -            | -            | -            | -            | 1                   | 0                   | 0                   | 0                   | 1                | 0                | 0                | 0                | 3        | 0      | 0           | 0          |
| H.-j. Yang        | 1                    | 0                    | 0                    | 0                    | -            | -            | -            | -            | 1                   | 0                   | 0                   | 0                   | 1                | 0                | 0                | 0                | 3        | 0      | 0           | 0          |